# La Stampa
La Stampa er én af Italiens kendeste og mest solgte aviser. Den bliver trykt i Torino og ejes af Agnelli familien.
Avisen blev grundlagt i 1867 under navnet Gazzetta Piemontese og blev købt i 1890 af Alfredo Frassati og fik herefter sit nuværende navn og indhold.